# 福岡県立苅田工業高等学校
福岡県立苅田工業高等学校（ふくおかけんりつ かんだこうぎょうこうとうがっこう）は、福岡県京都郡苅田町大字集にある県立工業高等学校。

## 設置学科・生徒数
全日制課程 専門学科
- 機械科　　　２３０名
- 電気科　　　１１１名
- 情報技術科　１１７名

※令和４年５月１日現在

## 所在地
- 福岡県京都郡苅田町大字集2569

## アクセス
最寄りの鉄道駅
- JR九州 日豊本線
  - 苅田駅
  - 小波瀬西工大前駅

最寄りのバス停
- 西鉄バス北九州「近衛橋」バス停
- 苅田町コミュニティバス白川ルート「苅田工業高校」バス停

最寄りの道路
- 福岡県道254号須磨園南原曽根線